# Некроза
Некрозата (от гр. νεκρός - „мъртъв“) е локална смърт на група от клетки, тъкани или органи в организма, причинена от въздействието на разнообразни патогенетични фактори. Некроза може да възникне и в хода на развитието на различни болести. Некрозата настъпва веднага след смъртта на клетката, но може и да се развие постепенно с бавни дегенеративни промени в клетката, като тогава се означава като некробиоза.

## Етиология
Факторите, водещи до некроза могат да бъдат:
- Физични – механична травма, увреждане от йонизиращо лъчение, термична енергия, електрическа енергия.
- Химични – от екзогенен (токсични вещества, киселини и основи) и ендогенен произход (токсични продукти от обмяната на веществата в организма).
- Биологични – бактериални и вирусни токсини, отрови на насекоми и влечуги, разнородни алергени.
- Исхемични – нарушения в циркулацията, следствие от спазъм, тромбоза, емболия.

## Морфологични промени
Промените на клетъчно ниво при некроза се наблюдават най-рано в митохондриите и се изразяват във вакуолизация, заличаване на митохондриалните кристи, намаляване на плътността на матрикса. Ендоплазменият ретикулум набъбва, цистерните се разширяват, гранулираният ендоплазмен ретикулум изчезва. Апаратът на Голджи се превръща в големи вакуоли. Лизозомите могат да останат непроменени няколко часа след промените в останалите органели. Цитоплазмата се хомогенизира, образуват се големи вакуоли, оцветява се по-силно от еозин (еозинофилия). Промените в ядрото са специфични и преминават през кариопикноза, кариолиза и кариорексис.
- Кариопикнозата (karyopycnosis) се проявява с уплътняване на ядрото, кондензация на хроматина и хиперхромност. Ядрената мембрана се разкъсва, хроматинът се разпределя неравномерно.
- Кариолизата (karyolysis) се характеризира с разтваряне и изчезване на хроматина, разкъсаната ядрена мембрана е удебелена, при оцветяване е налице хипохромност.
- Кариорексисът (karyorhexis) е последният етап от промените в ядрото, при който останалата част от хроматина се разпределя неравномерно на купчинки в периферията на ядрото, ядрената мембрана се разкъсва изцяло и ядреният материал излиза напълно в цитоплазмата.

Хистохимично клетъчният метаболизъм спира, окислителното фосфорилиране се нарушава, хидролитичните ензими увеличават своята активност. Започва автолиза на клетката. Клетъчните контакти се губят между загиналите клетки. Съдържанието на цитоплазмата им се пропива в околните междуклетъчни пространства.

## Видове
В зависимост от условията, факторите и типа на тъканите, които некротизират, се различават няколко вида некроза.

### Коагулационна некроза
Коагулационната некроза се нарича още суха и протича в тъкани с високо съдържание на белтъци и ниско съдържание на вода. Често настъпва при исхемия. Тъканните белтъци денатурират и коагулират, протеолитичните ензими се инактивират. Некротичният участък е бледожълтеникав до червено-кафяв, сух, с увеличен обем, изпъкващ над околната здрава тъкан. Микроскопски могат да се забележат формите на някои клетъчни органели.

#### Казеозна некроза
Казеозната некроза е разновидност на коагулационната. При този вид некроза некротичните участъци са бледожълтеникави на цвят, зърнести и трошливи. Микроскопски се отбелязва пълно заличаване на клетъчните структури.

### Коликвационна некроза
Коликвационната некроза се нарича още влажна и протича в тъкани с високо съдържание на вода. Протеолитичните ензими не са инактивирани, белтъците се разграждат, тъканите се размекват с образуване на кухини, изпълнени с течност (псевдокисти).

### Гангрена
Гангрената е характерна при некроза в органи, имащи пряк контакт с околната среда.

#### Суха гангрена
Настъпва най-често при некроза на крайниците, следствие от запушване на артериалните кръвоносни съдове при тромбоза, атеросклероза, изгаряне, измръзване. Сухата гангрена започва от дисталните части на крайника и постепенно се разпространява проксимално. Некротичните участъци при суха некроза са сухи, сиво-черни, линията между некрозата и здравата тъкан е ясна (демаркационна линия).

#### Влажна гангрена
Влажната гангрена се развива само при наличие на гнилостна инфекция в тъканите, където настъпва некроза. Некротичните участъци са мръснозеленикави, оточни, меки, излъчващи характерна миризма. Демаркационната линия между некроза и здрава тъкан не е ясна или липсва.

##### Нома
Нома (noma, cancer aquaticus) или воден рак е особен вид влажна гангрена, развиваща се при изтощени болни, обикновено деца, в областта на лицето.

### Секвестър
Представлява некротичен участък разположен свободно сред живи тъкани. Обикновено под секвестър се разбира костен отломък получен в резултат на различни патологични процеси в костта водещи до нейното разрушаване.

### Декубитус
Декубитусът е некроза, която се развива в участъци подложени на продължителен натиск, в резултат от залежаване.
Основните разлики между некрозата и апоптозата са:
| НЕКРОЗА | АПОПТОЗА |
| --- | --- |
| патологичен процес | физиологичен процес |
| засяга тъкани, органи и по-обширни части от организма; трудно се ограничава на ниво клетка                             | протича на ниво клетка, рядко на ниво тъкан                                                                                |
| започва извънклетъчно, под въздействието на неблагоприятни фактори                                                     | започва вътреклетъчно, под въздействие на условията, програмирани в ДНК на клетката                                        |
| протича въпреки противодействието на вътрешните адаптационни и регулаторни механизми на клетката                       | протича с активното съучастие на вътрешните адаптационни и регулаторни механизми на клетката                               |
| първо загиват и се разпадат цитоплазмените органели; ядрото умира последно                                             | първо загива и се разпада ядрото; цитоплазмените органели умират и се разпадат впоследствие                                |
| загиват функционални клетки, тъкани или органи, от които организмът се нуждае                                          | загиват непотребни за организма клетки и тъкани                                                                            |
| вътрешните адаптационни и регулаторни механизми на организма се стремят да ограничат, и да спрат развитието на процеса | вътрешните адаптационни и регулаторни механизми на организма не се опитват да ограничат или да спрат развитието на процеса |
| организмът се стреми да възстанови загубените клетки, тъкани или органи                                                | организмът не се опитва да възстанови загубените клетки и тъкани                                                           |